# Whiteochloa biciliata
Whiteochloa biciliata är en gräsart som beskrevs av Michael Lazarides. Whiteochloa biciliata ingår i släktet Whiteochloa och familjen gräs. Inga underarter finns listade i Catalogue of Life.